# Komga
Komga ist eine Stadt in der südafrikanischen Provinz Ostkap (Eastern Cape). Sie ist Verwaltungssitz der Gemeinde Great Kei im Distrikt Amathole.

## Geographie
2011 hatte Komga 8090 Einwohner (Volkszählung). Am häufigsten wird mit 89 % isiXhosa gesprochen. Die Stadt liegt 64 Kilometer nördlich von East London und 55 Kilometer östlich von Stutterheim.

## Geschichte
1877 wurde Komga als landwirtschaftliches Zentrum auf dem Gebiet eines 1854 entstandenen Militärlagers gegründet. Der Name stammt aus dem Khoisan und bedeutet etwa „lehmig“ oder „braun“. 1904 wurde Komga als Gemeinde anerkannt. Bis zu deren Auflösung im Jahr 1994 lag Komga im Landkorridor zwischen den Homelands Transkei und Ciskei.

## Wirtschaft und Verkehr
In Komga steht das von der Provinz geführte Komga Hospital.
Die Stadt liegt an der Fernstraße R61, die Komga mit King William’s Town im Südwesten und der nur wenige Kilometer östlich an Komga vorbeiführenden National Route 2 verbindet, die unter anderem East London im Süden mit Gcuwa im Nordosten verknüpft. Komga hat einen Bahnhof an der Strecke Amabele–Mthatha, die im Güterverkehr bedient wird.

## Sehenswürdigkeiten
Die anglikanische St. Paul’s Church wurde von Nachfahren der Siedler von 1820 erbaut und zählt als Nationaldenkmal, ebenso wie die Public Library.